# Norman Taber
Norman Taber (né le 3 septembre 1891 - mort le 15 juillet 1952) est un ancien athlète américain spécialiste du demi-fond. 

## Palmarès

### Jeux olympiques d'été
| Date | Compétition     | Lieu      | Résultat | Épreuve            | Temps  |
| ---- | --------------- | --------- | -------- | ------------------ | ------ |
| 1912 | Jeux olympiques | Stockholm | 3e       | 1 500 m            | 3:56.9 |
| 1912 | Jeux olympiques | Stockholm | 1er      | 3000 m par équipes | 9pts   |